# أحمد عبد الله زاده
احمد عبد الله زاده (بالفارسية: احمد عبدالله زاده) هو لاعب كرة قدم إيراني. حضر احمد عبد الله زاده خلال مسيرته الرياضية في عدة فرق ومنها فريق فولاد لكرة القدم الإيراني.

## روابط خارجية
- أحمد عبد الله زاده على موقع قاعدة بيانات كرة القدم.إي يو (الإنجليزية)
- أحمد عبد الله زاده على موقع Soccerway.com (الإنجليزية)
- أحمد عبد الله زاده على موقع عالم كرة القدم.نت (الإنجليزية)